# Dike (gudinna)

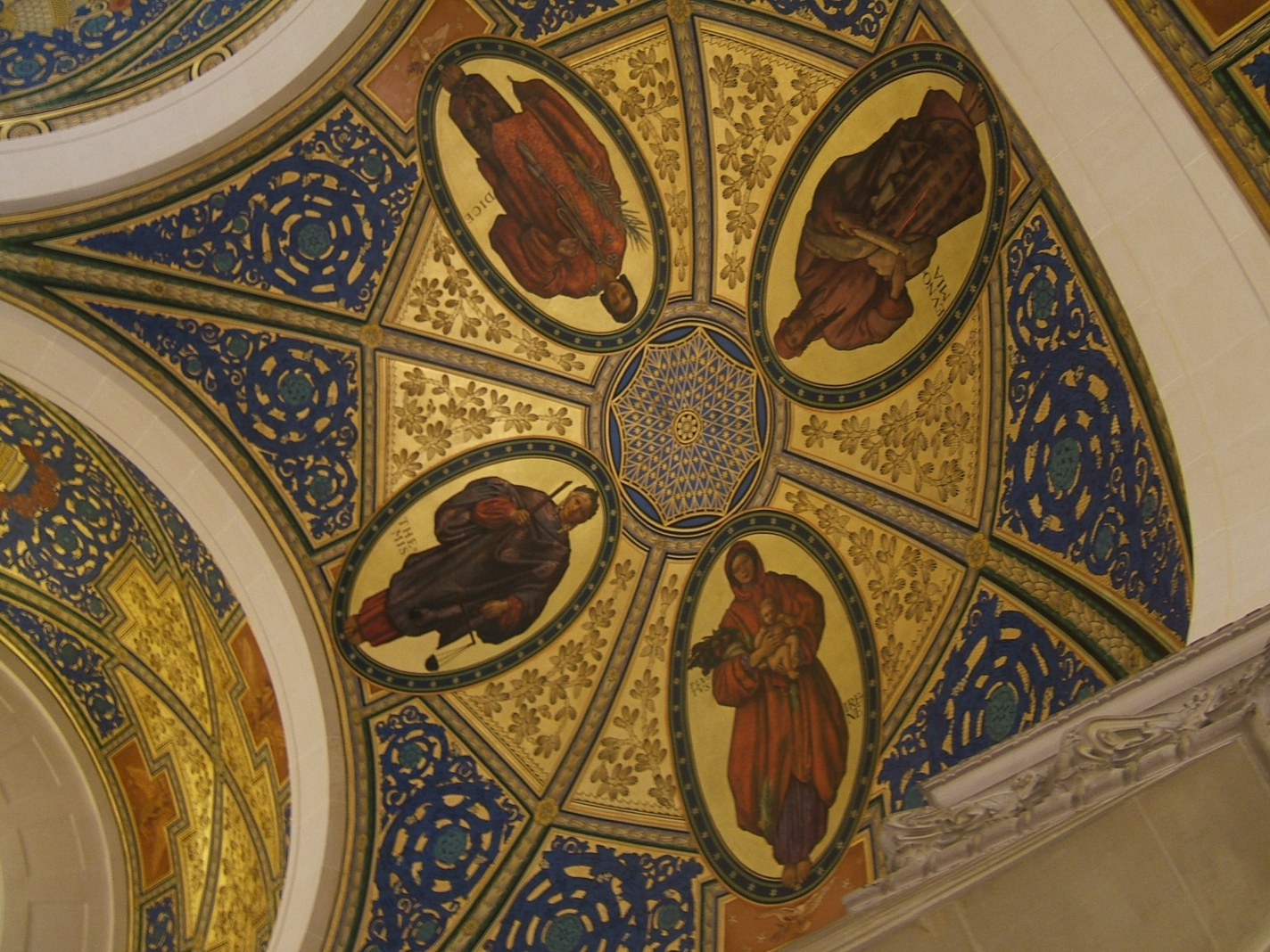
Takmålning i Fredspalatset föreställande Themis och de tre horerna:
Eirene, Dike och Eunomia

Dike (Δίκη - grekiska för rättvisa), en av horerna, var den moraliska rättvisans gudinna i den antika grekiska mytologin. Hon styrde över den mänskliga rättvisan; hennes mor Themis styrde över den gudomliga rättvisan. Dike föddes som en vanlig dödlig och hennes far Zeus skickade henne till jorden för att hon skulle hålla mänskligheten rättvis. När han upptäckte att det inte var möjligt, återkallade han henne till Olympen.
Dike var syster till Eunomia (Ευνομία - grekiska för god ordning - styrelse enligt goda lagar), som var lagstiftningens gudinna, och Eirene (Ειρήνη - grekiska för fred), gudinna för fred och välstånd. I romersk mytologi motsvaras Dike av Justitia.
Astraia var senare rättvisans gudinna Dikes binamn; de två förväxlas ibland med varandra.